# 王嘉梅命案
王嘉梅命案，發生于2008年4月27日的香港，17歲女死者王嘉梅被殺害後遭殘忍肢解，並且部分人骨被混入街市的肉檔出售，這件事件在香港社會引起了極大轟動。

## 死者
王嘉梅（Wong Ka Mui，1991年－2008年4月27日）出生於中國湖南省。1994年王母改嫁港人，2005年王嘉梅移民到香港，居住在大埔太和邨居和樓，就讀大埔三育中學，品學兼優。其後王嘉梅與繼父不和，又疑她不想母親靠拾荒維生，故主動於2008年1月就讀中三期間輟學求職養家。
王嘉梅的姐姐稱她個性固執，與同學關係較差，但有不少校外朋友；平時也喜歡網上交友，喜歡結交年紀大的對象。
據《明報》報導，王嘉梅很有可能因為欠債50,000港元而在網上援助交際討論區中以網名「KIMI」名義尋找嫖客提供性服務。
王嘉梅於2008年4月27日失蹤，家人於4月29日報案。

## 遇害與分屍

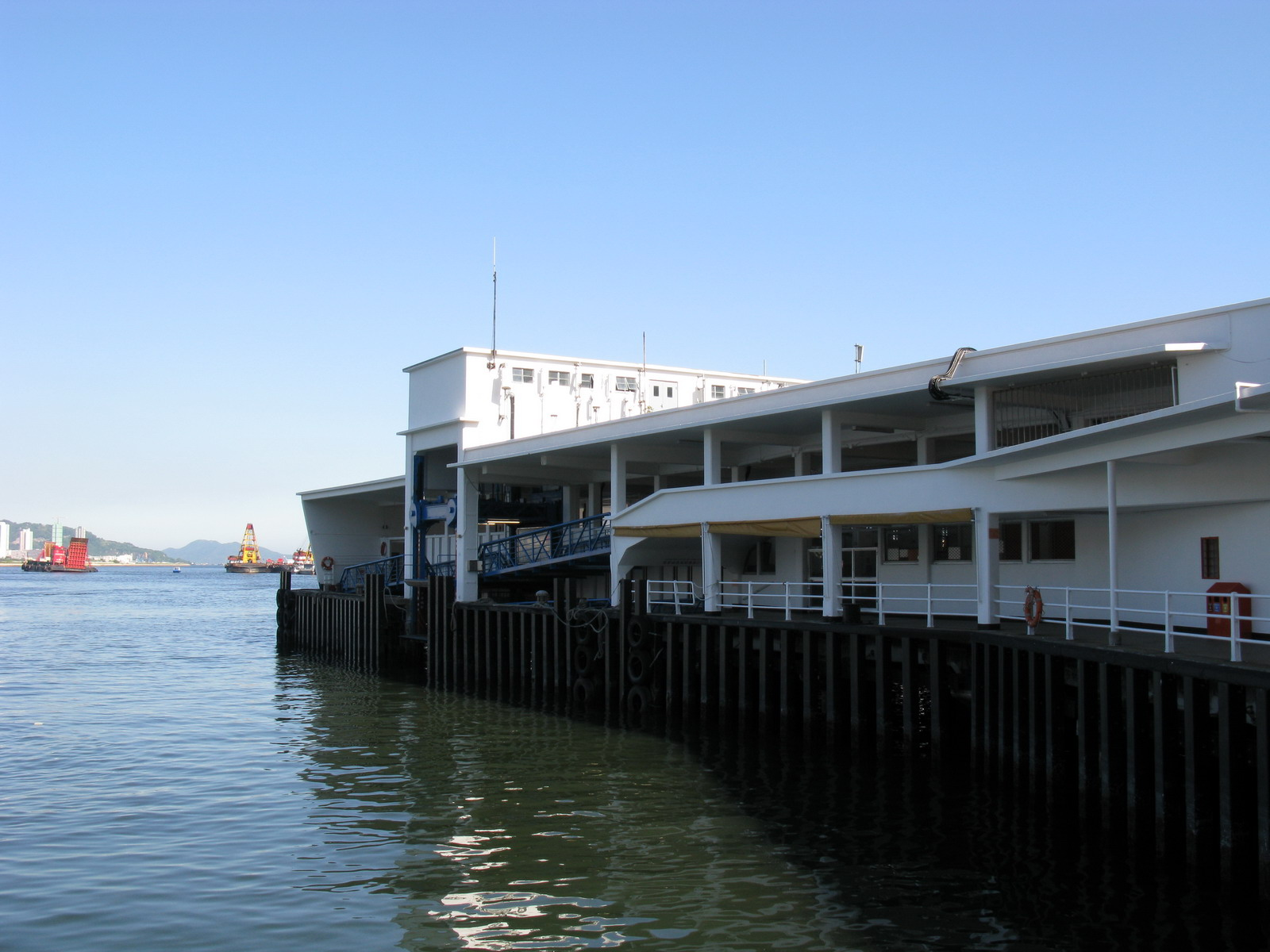
王嘉梅部分屍骨遭遺棄的九龍城碼頭

警方消息透露，他們憑王嘉梅手提電話紀錄，知悉她生前最後與一名叫丁啟泰的胖漢聯絡，丁啟泰後來向警員承認殺害王嘉梅。丁啟泰表示在網上結識王嘉梅，於2008年4月27日約她到深水埗石硤尾街39號仁發大廈2C套房進行性交易，在過程中殺死王嘉梅，然後畏罪碎屍。王嘉梅是在石硤尾街一個房間內遇害，再被兇手削肉去骨，將人肉和內臟剁碎沖進馬桶，而頭部和身體則被放入發泡膠盒，再加上磚頭，拋入九龍城碼頭對開海面。兇手原本表示從石硤尾街寓所步行至土瓜灣九龍城碼頭棄屍，但由於中途需要經過行車隧道，引起警方懷疑，最終兇手承認乘搭九龍巴士6C線前往九龍城碼頭棄屍。兇手更將死者的四肢骨頭混入附近的石硤尾商場街市肉檔冒充豬骨，當中部分骨肉已經販賣給一些顧客和店家。
警方後來在案發地點找到與死者吻合的DNA。

## 尋找屍骸
儘管兇手已認罪，但是要成功檢控必須證明王嘉梅已死，一日還未找到其屍首，仍不能百分百肯定，而最有利的證據是找到來自其身體重要部分的屍塊。此外，兇器、傷口、死狀、死因等證據對檢控來說也十分重要。因此警方在案發後大規模蒐集證據，希望能找到王的屍體部分。
西九龍總區重案組於2008年5月8日中午特別召來渠務署工人到石硤尾街37號至39號後巷、污水渠及多個沙井展開找尋碎肉工作。懷疑為兇案現場相連的一段後巷被警方封鎖不能進入。渠務署人員在沙井內撈出廢物及淤泥，經初步過濾後，再將「渣滓」放入膠袋帶走，交由政府化驗師進行鑑證是否有人肉存在。5月9日晚取得重大突破，在案發大廈附近的沙井挖起的淤泥中，陸續找到20多塊疑似人肉，已送走化驗，有望成為案中關鍵證物。
2008年5月9日開始，特別任務連於九龍城對開海域進行水底搜索王的頭顱及身軀，但是未有尋獲。
2008年5月10日中午，重案組探員重臨案發第一現場石硤尾街套房調查，將把廁所內的馬桶拆除，並把兩張皮椅和兩塊浴屏帶走。房間被拆毀、牆壁及糞渠管亦被拆走，以檢驗是否沾有王的屍骸。

## 社會反應
碎屍案的消息在香港引起「食人」恐慌，附近酒樓、茶餐廳及很多家庭主婦都擔心誤烹人骨。有犯罪學家指兇手的冷靜程度如1980年代的「雨夜屠夫」林過雲。
時任警務處處長鄧竟成指案件嚴重，警方會積極調查，希望能儘快找到事主，他又透露會考慮再次派員到九龍城碼頭海面打撈。

## 裁決及後續
案件於2009年7月27日在高等法院審結，被告丁啟泰被裁定一項謀殺罪名成立。法官韋毅志指出，被告肢解死者手法，如野蠻人行為，令人嘔心及恐怖，依例判處被告終身監禁。
2011年丁啟泰在赤柱監獄，與另外三名囚犯被懷疑因勒索不果，於工場內打傷一名剛入獄不久的囚犯。

## 影視作品

### 電影
- 2010年電影《囡囡》劇情側面描述了類似劇情。
- 2015年兇殺案被改編成電影《踏血尋梅》，由中港二地演员郭富城、春夏、白只主演，并榮獲第35屆香港電影金像獎最佳男主角、最佳女主角、最佳編劇、最佳男配角、最佳女配角、最佳新演員及最佳攝影七個大獎。